# عمرو بن العاص (مسلسل 1983)

## قصة
يتناول المسلسل السيرة الذاتية للحاكم (عمرو بن العاص) بداية من نشأته ومعارضته للإسلام والمسلمين ثم التحول الذي حدث له وساهم في دخوله الإسلام، انتقالاً إلى عبقريته وإدارته في الحروب، ثم فتحه لمصر، وتوليه عرشها، وأبرز الأحداث التي حدثت بعهده.

## فريق العمل

### بطولة
| - مجدي وهبة: عمرو بن العاص - محمود المليجي: اسابير المصري - شكري سرحان: هرقل - يحيى شاهين: المقوقس - أحمد مظهر: أبو سفيان بن حرب - إبراهيم خان: أرطبون | - هدى رمزي: تودوا - دلال عبد العزيز: ميريت - سهير طه حسين: هند - نبيل نور الدين: يحيى - محمود العراقي: عبد الله بن ربيعة - ممدوح وافي: أرسطوليس | - أحمد ماهر: رستم - أحمد الناغي: تيودور - فؤاد أحمد: أبو لهب - عادل المهيلمي: خالد بن الوليد - مختار أمين: سابي - رشاد عثمان: بلال بن رباح | - محمد خليل: ياسر - إبراهيم إسماعيل - إبراهيم علي حسن - زكي عبد المجيد - عهد نعمت : أرمانوسة |